# حسین‌آباد مراکان
حسین‌آباد مراکان، روستایی است از توابع بخش ایواوغلی و در شهرستان خوی استان آذربایجان غربی ایران.

## جمعیت
این روستا در دهستان ایواوغلی قرار داشته و بر اساس سرشماری سال ۱۳۸۵ جمعیت آن ۲۲ نفر (۴ خانوار)
بوده‌است.